# جک دنیلز
جک دنیلز (به انگلیسی: Jack Daniel's) نوعی برند ویسکی تنسی و پرفروش‌ترین ویسکی آمریکایی در دنیا است که توسط کارخانهٔ جک دنیل که از سال ۱۹۵۶ متعلق به شرکت براون-فورمن است در لینچبورگ، تنسی تولید می‌شود. این محصول مطابق با معیارهای قانونی به عنوان یک ویسکی بوربن طبقه‌بندی می‌شود، اگرچه شرکت این معیار طبقه‌بندی را رد کرده و محصول خود را به عنوان ویسکی تنسی به جای تنسی بوربن روانه بازار می‌کند. جک دنیلز در حدود صد و پنجاه سال قدمت دارد.

## نگارخانه

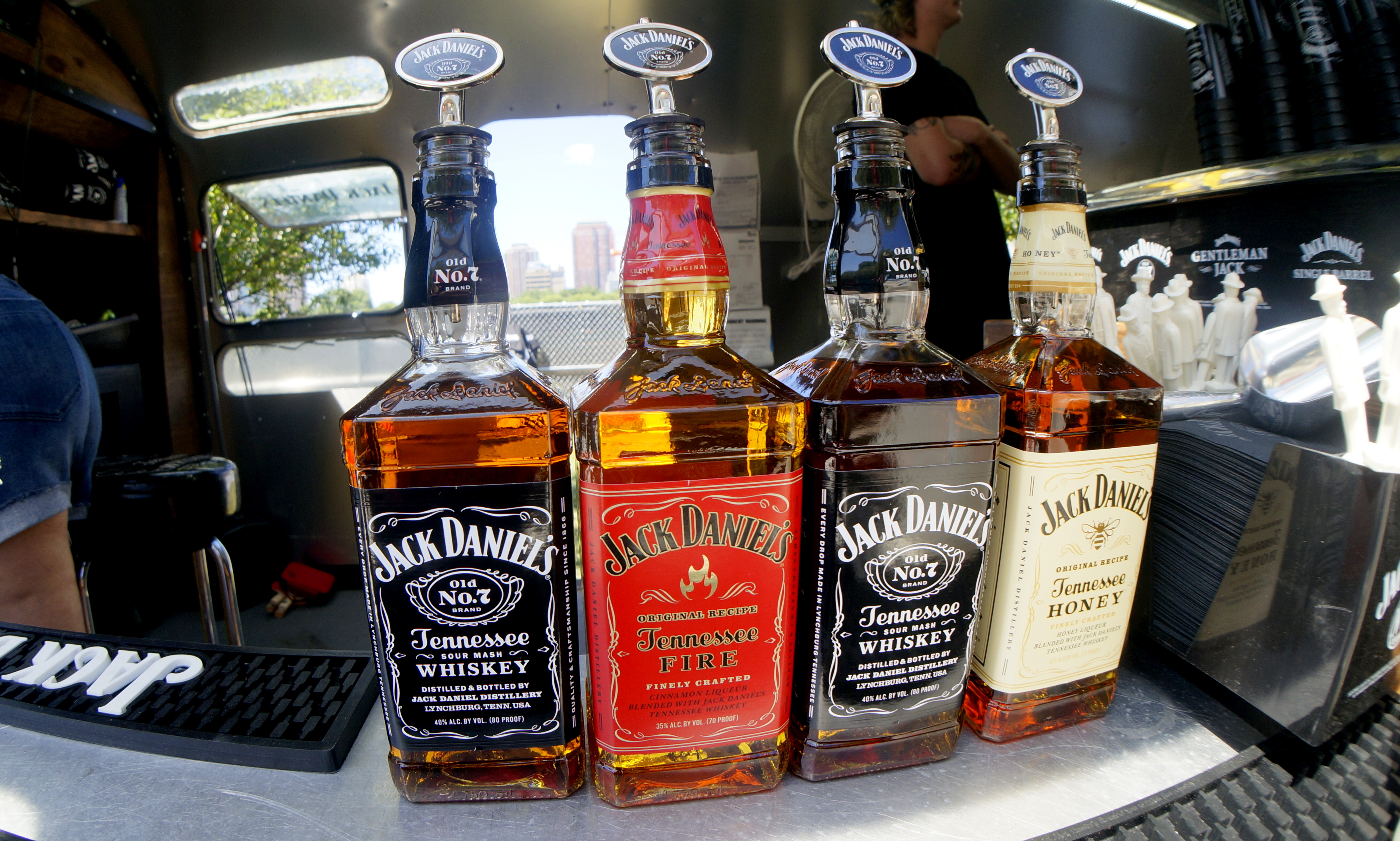
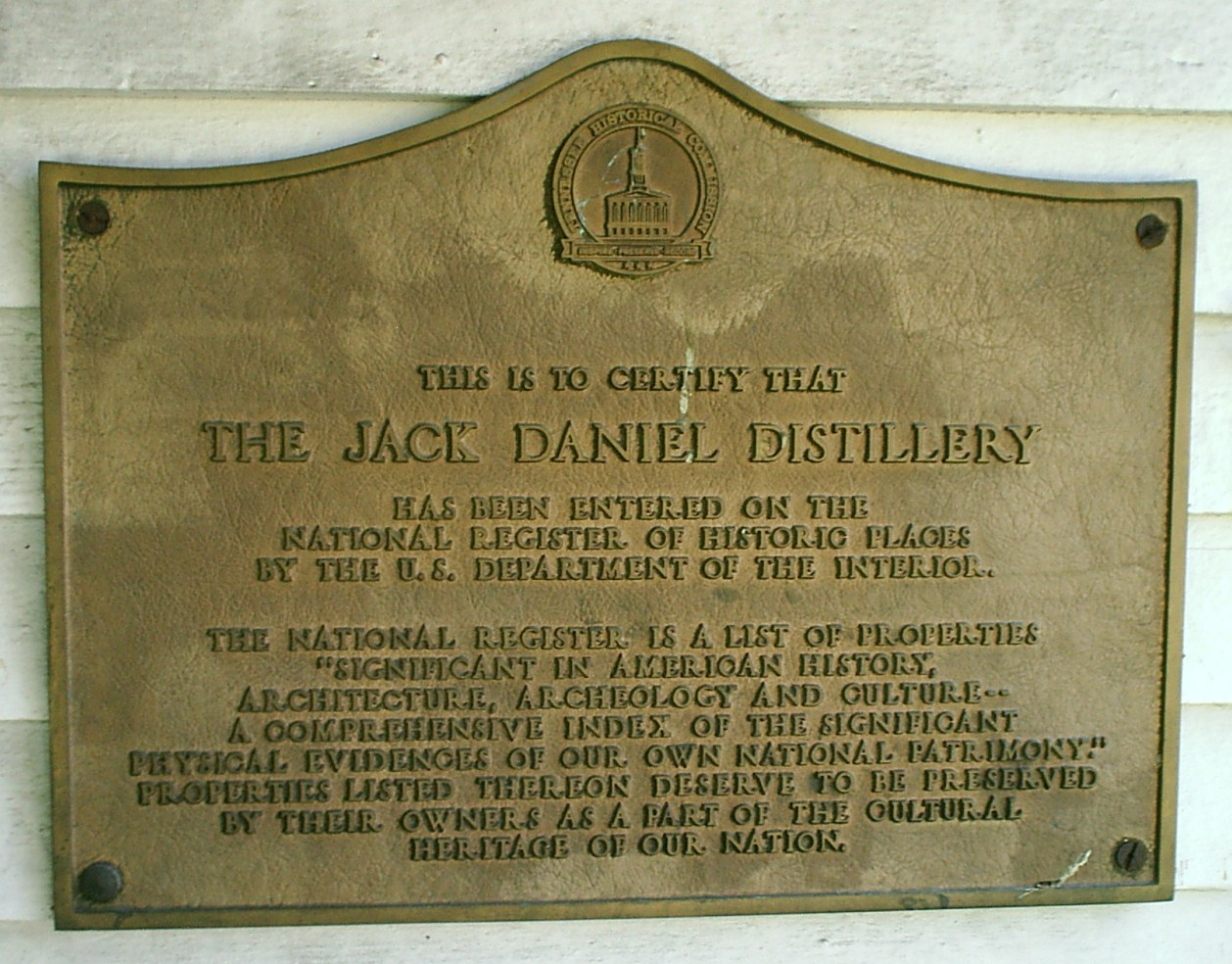
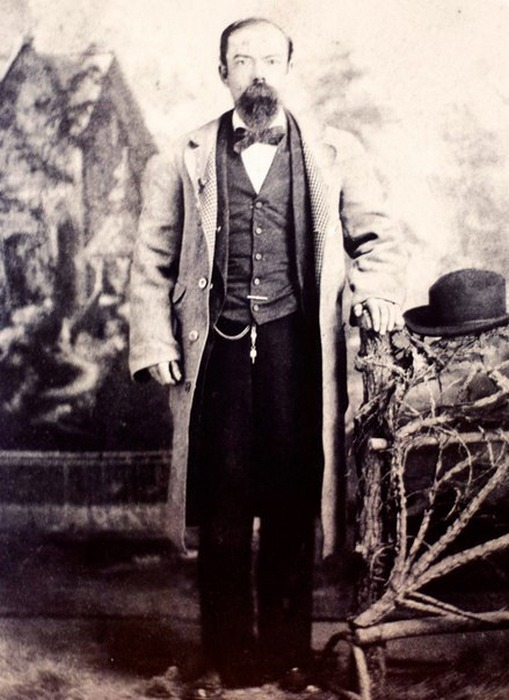
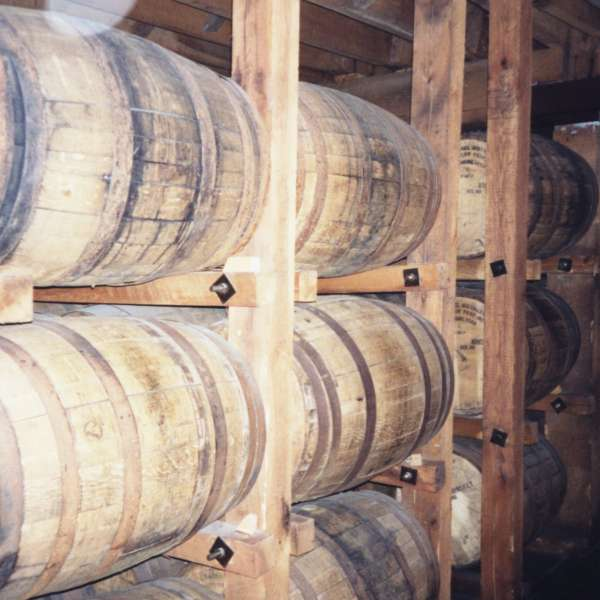
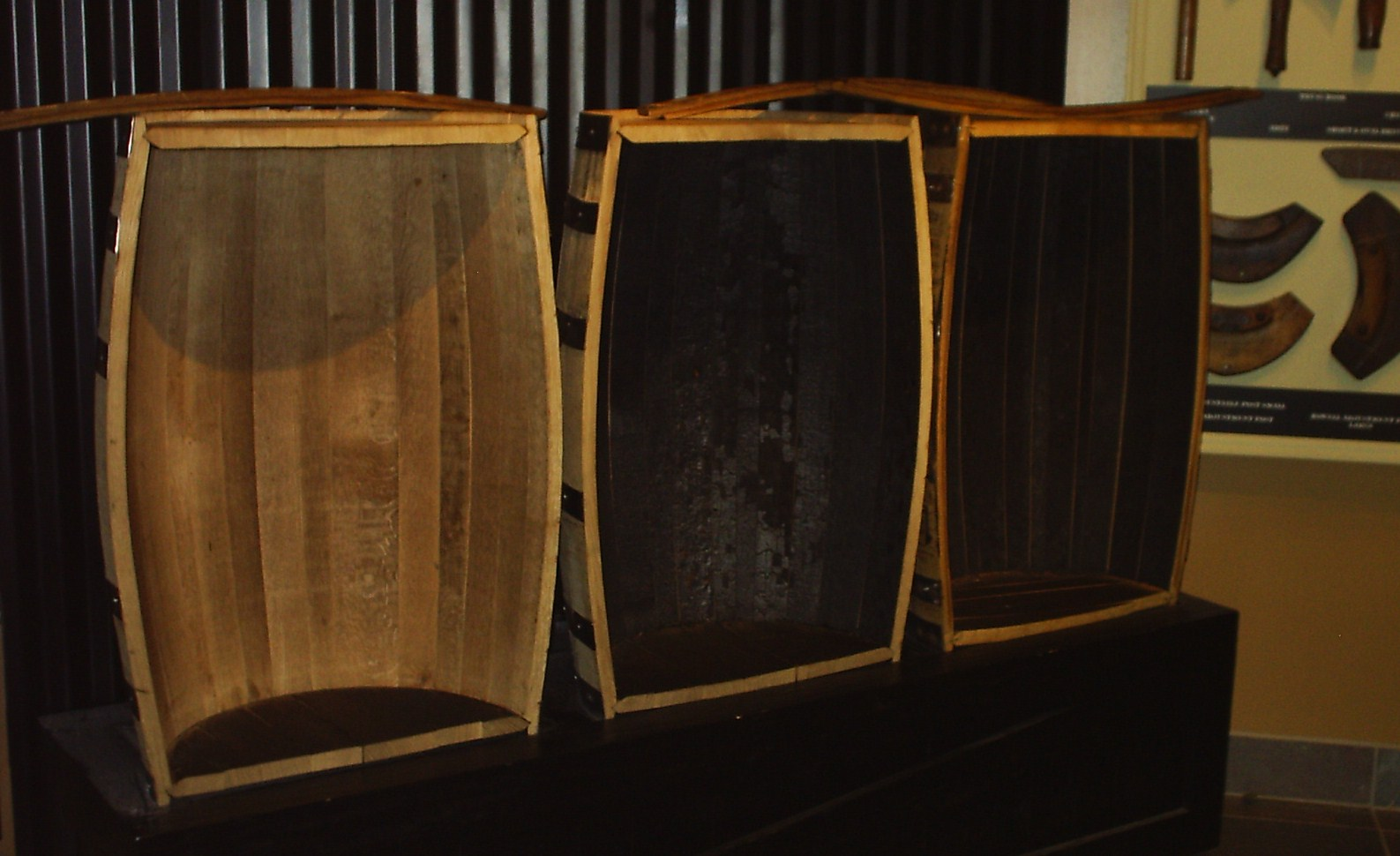